# José Apolinário
José Apolinário Nunes Portada (ur. 22 lipca 1962 w Olhão) – portugalski polityk, prawnik, parlamentarzysta krajowy, eurodeputowany III i IV kadencji, sekretarz stanu ds. rybołówstwa.

## Życiorys
Ukończył studia prawnicze, w 1976 dołączył do organizacji młodzieżowej Partii Socjalistycznej, w latach 1984–1988 był jej sekretarzem generalnym. Objął funkcję przewodniczącego PS w Algarve.
W 1985 po raz pierwszy wybrany na posła do Zgromadzenia Republiki. Mandat uzyskiwał także w 1987, 1991, 1999, 2002, 2005, 2015 i 2019, reprezentując każdorazowo okręg wyborczy Faro. W 1993 objął wakujący mandat deputowanego do Parlamentu Europejskiego III kadencji. W 1994 z powodzeniem ubiegał się o reelekcję, zrezygnował z zasiadania w PE w 1998.
Od 2005 do 2009 sprawował urząd burmistrza miasta Faro, nie uzyskał reelekcji w kolejnych wyborach, pozostając radnym miejskim. W 2013 został przewodniczącym rady miasta. Od 2009 zawodowo związany z przedsiębiorstwami działającymi w zakresie rybołówstwa. W 2015 objął stanowisko sekretarza stanu ds. rybołówstwa w resorcie spraw morskich w gabinecie Antónia Costy. Pozostał na tej funkcji w powołanym w 2019 drugim rządzie tego premiera, kończąc urzędowanie we wrześniu 2020.